# 피터 세일럼
피터 세일럼(St Peter, 1750년 ? ~ 1816년 8월 16일)는 미국 독립 전쟁에서 대륙육군으로 복무한 매사추세츠 출신의 아프리카계 미국인이었다. 프레이밍햄에서 노예로 태어난 그는 지방 시민군에 복무하는 데 이후의 주인 로슨 버크민스터 소령에 의하여 해방되었다. 그는 그러고나서 대륙육군에 입대되어 전쟁이 일어난 동안 거의 5년간 복무하였다. 후에 그는 결혼하여 지팡이 직공으로 일하였다. 19세기 후반에 프레이밍햄에 있는 그의 무덤에 그에게 기념비가 세워졌다.

## 어린 시절
매사추세츠만 식민지 (오늘날 매사추세츠주) 프레이밍햄에서 노예 모친에게 태어났다. 그의 주인은 자신을 로슨 버크민스터 소령에게 팔았던 제레미아 벨크냅이었다. 버크민스터가 대륙육군에서 소령이 되었을 때 1775년 세일럼에게 그의 자유를 주어 그는 곧 미국 독립 전쟁의 되었던 것에 애국 시민군에 입대될 수 있었다.
세일럼의 성은 그가 한번 살았던 세일럼의 이름을 따서 선택한 그의 원래 주인 벨크냅에 의하여 주어졌을 것이다. 그의 성은 또한 "평화"를 의미하는 아랍어 단어 "살람"으로부터 유래되었을 것이다.

## 군사 복무
세일럼은 1775년 4월 19일 콩코드에서 열린 전쟁의 첫 전투에 참전하였다. 그는 4월 19일부터 4일간 복무하면서 프레이밍햄에서 온 사이먼 에젤 대위의 시민군 중대의 역할에 놓였다. 4월 24일 그는 존 닉슨 대령의 매사추세츠 6연대의 드루리 대위의 중대에 입대하였다.

### 벙커 힐 전투
이 사건의 또다른 영웅 세일럼은 벙커 힐 전투에서 자신의 중대와 함께 싸웠다. 전투를 기록에 올린 새뮤얼 스웻에 의하면 세일럼은 머스켓총에 맞아 사망한 영국군 해병 소령 존 피트케언 소령에게 치명상을 입혔다고 한다. 앤도버의 필립 애벗, 바질라이 루, 세일럼 푸어, 타이터스 코번, 알렉산더 에임스, 케이토 호우와 시모어 버를 포함한 대략 12명의 자유 아프리카계 미국인들이 전투에 참전하였다.
1776년 1월 1일 세일럼은 대륙군 4 연대에 또다른 해를 위하여 재입대하였다. 그 병적 편입이 만기되었을 때 그는 존 닉슨 대령의 동생 토머스 닉슨 대령의 매사추세츠 6 연대에서 3년을 위하여 계약을 맺었다. 그는 1779년 12월 31일 명예 제대하여 총 4년 8개월을 복무하였다.
세일럼은 분명히 자신의 병적 편입을 2개월로 연장하여 1780년 1월 1일부터 3월 1일까지 닉슨 대령의 클레이 대위 중대와 함께 복무하였다.
세일럼은 새러토가 전투와 스토니 포인트 전투에서 싸웠다.

## 이후의 생애와 사망
세일럼은 자신의 일생의 나머지를 평화롭게 살면서 보냈다. 그는 1783년 9월 세일럼에서 케이티 벤슨에게 결혼하였고, 후에 자신이 지팡이 직공으로 일했던 레스터 근처에 오두막집을 지었다.
1816년 8월 16일 세일럼은 66세의 나이로 사망하였다. 그는 프레이밍햄에 있는 올드버링 그라운드에 안장되었고, 타운은 1982년 그의 회상에 기념비를 세우는 데 150 달러를 썼다.

## 대중 속의 세일럼
한번 세일럼은 존 트럼불의 수채화 〈1775년 6월 17일 벙커 힐 전투에서 워런 장군의 사망〉에 그려져 왔다. 현재의 권위는 다르다. 데이비드 바턴은 세일럼이 토머스 그로스버너의 우측에 서있는 것을 증명한다. 시드니 캐플란 교수로부터 증거를 인증한 데이비드 브라이온 데이비스 교수는 그로스버너의 우측에 있는 아프리카계 미국인이 피터 세일럼이었다는 것을 언급한다.
세일럼은 2015년 텔레비전 미니시리즈 《자유의 아들들》에서 조연 인물들 중의 하나이다. 그는 영국의 배우 지미 아킹볼라에 의하여 역이 맡아졌다.